# Fedranasa
Fedranasa (lat. Phaedranassa), rod lukovičastih trajnica iz porodice Amaryllidaceae. Postoji deset vrsta raširenih po Ekvadoru i Kolumbiji, i jedna vrsta u Kostariki (P. carmiolii).
Rod je opisan 1845. Sve vrste su geofiti. nekada uključivan u tribus Stenomesseae.

## Vrste
1. Phaedranassa brevifolia Meerow
2. Phaedranassa carmiolii Baker
3. Phaedranassa cinerea Ravenna
4. Phaedranassa cuencana Minga, C.Ulloa & Oleas
5. Phaedranassa dubia (Kunth) J.F.Macbr.
6. Phaedranassa glauciflora Meerow
7. Phaedranassa lehmannii Regel
8. Phaedranassa schizantha Baker
9. Phaedranassa tunguraguae Ravenna
10. Phaedranassa viridiflora Regel